# Francisco López (musicista)
Francisco López (Madrid, 1964) è un artista e musicista spagnolo fra i più prolifici in assoluto. La sua musica rumorista sfrutta field recording manipolati secondo modalità simili agli "oggetti sonori" di Pierre Schaeffer, e presenta suoni che, a seconda dei casi, possono essere molto forti o difficilmente udibili.

## Biografia
Durante la propria carriera di artista sonoro, Lopez ha partecipato a numerosissimi eventi multimediali, e ottenuto riconoscimenti da parte del Prix Ars Electronica (in tre occasioni diverse), e del Museo de Arte Contemporáneo de Castilla y León per la migliore opera d'arte sonora.
López e l'attuale direttore e curatore del SONM (Sound Archive of Experimental Music and Sound Art), un centro dedicato alla sound art.

## Discografia parziale
- 1983 - Untitled
- 1990 - La Primera Aventura de Cekoni y Conike (con Miguel Ángel Ruiz)
- 1993 - Azoic Zone
- 1994 - Tonhaus
- 1995 - Warszawa Restaurant
- 1996 - Paris hiss
- 1996 - Belle Confusion 966
- 1997 - Addy en el país de las frutas y los chunches
- 1998 - La Selva
- 1998 - Belle Confusion 969
- 1999 - Untitled #89
- 2000 - Untitled #104
- 2000 - Belle Confusion 00 (con Amy Denio)
- 2000 - Untitled #92
- 2001 - Whint (con Zbigniew Karkowski)
- 2001 - Nav (con John Duncan)
- 2001 - Buildings [New York]
- 2002 - Le Chemin du Paradis (con Steve Roden)
- 2003 - Wasps
- 2004 - A Szellem Álma (con Marc Behrens)
- 2005 - Mavje (con Andrey Kiritchenko)
- 2006 - Untitled #180
- 2006 - Buzzin' Fly / Dormant Spores (con Z'EV)
- 2006 - Hysechasterion
- 2007 - Lopez Island
- 2007 - Wind [Patagonia]
- 2008 - Technocalyps
- 2009 - HB (con Lawrence English)
- 2009 - Through The Looking-Glass
- 2009 - Untitled #228
- 2010 - Machines
- 2010 - Amarok
- 2010 - Köllt / Kulu
- 2011 - Untitled #244
- 2011 - Krmn (con Maurizio Bianchi)
- 2011 - Titans (con Novi_sad)
- 2011 - Untitled #275
- 2012 - Untitled #284
- 2012 - BioMechanica - BM01 (con Arturo Lanz)
- 2013 - Lith (con Aernoudt Jacobs)
- 2013 - Untitled #308
- 2014 - Hyper-Rainforest
- 2015 - Untitled #274
- 2016 - Anima Ardens
- 2017 - Untitled #352
- 2018 - Untitled #360

## Musica per video, film e danza
Elenco parziale:
- 1985 'Andalucía', video di Rafael Flores.
- 1992 'Vigo, paseos visuales', video di Matusa Barros.
- 1994 'Katodiko-2', video di Armando Benito.
- 2003 'köllt',film di Francisco López e Jorge Simonet.
- 2006 'Technocalyps', documentario di Frank Theys.
- 2009 "Mamori", film di Karl Lemieux.
- 2015 “Zagreb Confidential”, colonna sonora film by Darko Fritz & Ivan Klif.
- 2016 “Anima Ardens”, dance piece by choreographer Thierry Smits / Companie Thor.